# Czobor Ágnes
Czobor Ágnes (Katona Jenőné) (Budapest, 1914. május 13. – Budapest, 1987. január 21.) magyar művészettörténész. 

## Életpályája
1932-ben érettségizett az Országos Nőképző Egyesület leánygimnáziumában. 1937-ben a Pázmány Péter Tudományegyetemen német olasz szakos középiskolai tanári diplomát szerzett. 1938-ban ugyanitt bölcsészdoktori oklevelet kapott. 1949–1970 között a Szépművészeti Múzeum Régi Képtárának tudományos munkatársaként dolgozott. 1970–1983 között a Grafikai Osztály vezetője volt. 1983–1987 között a Bizományi Áruház Vállalat (BÁV) szaktanácsadójaként tevékemykedett.

### Munkássága
Elsősorban a XVII.-XVIII. századi olasz festészettel foglalkozott. Számos kiállítás rendezése, kiállítási katalógusok készítése fűződött a nevéhez Budapesten, Esztergomban, Sopronban és Egerben. Tanulmányai a Művészettörténeti Értesítőben, a Bulletin du Musée Hongrois des Beaux-Arts-ban, az Acta Historiae Artium Academicae Scientiarum Hungaricae-ben jelentek meg.

## Magánélete
1946-ban házasságot kötött Katona Jenő (1905–1978) íróval. Egy lányuk született: Katona Ágnes.
Sírja a Farkasréti temetőben található (36/1-1-52).

## Kiállításai
- Olasz művészet a XVIII. században. Katalógus 4 táblával (Budapest, 1952)
- F. Goya halálának 125. évfordulója (Gerszi Terézzel; 1953)
- Európai festészet a XVIII. században (1956)
- Csendélet-kiállítás. XV–XVIII. század. Katalógus 12 táblával (1962)
- Húsz év legszebb szerzeményei. 1945–1965. (1965)
- Holland mesterművek a XVII. századból. A Varsói Nemzeti Múzeum és a Szépművészeti Múzeum anyagából. Katalógus 13 táblával (1967)
- Holland tájképek. Katalógus 48 színes táblával. (Magyarországi műkincsek. 1967; 2. kiadás: 1974; mindkét kiadás angolul, franciául, németül és oroszul is)
- Velencei festészet. XV–XVIII. század. Katalógus 24 táblával (1968)
- Rembrandt és köre. 48 színes táblával (Remekművek a magyarországi gyűjteményekből, 1969; 2. kiadás: 1973; mindkét kiadás angolul, franciául és németül is)
- A Szépművészeti Múzeum harminc éve. 1945–1975. A Grafikai Kiállítást rendezte Gerszi Terézzel (katalógus; szerkesztette többekkel; 1975)
- Róma látképei (1977)

## Művei
- Marinetti és a futurizmus (egyetemi doktori értekezés; Budapest, 1938)
- Móra Ferenc levele Lázár Bélához (Szabad Művészet, 1951)
- Egry József hagyatéka a Szépművészeti Múzeumban (A Magyar Művészettörténeti Munkaközösség Évkönyve. 1951. Budapest, 1952)
- Ribera Szent Sebestyént ábrázoló rajza a Szépművészeti Múzeumban (Művészettörténeti Értesítő, 1952)
- Floris van Dyck csendéletei. (Bulletin du Musée Hongrois des Beaux-Arts, 1954)
- Sebastiano Ricci ismeretlen képei. – Caravaggio fiatalkori önarcképei (Művészettörténeti Értesítő, 1954)
- Leonardo da Vinci (Természet és Társadalom, 1954)
- Az esztergomi Keresztény Múzeum állandó kiállításának vezetője. 8 táblával (Budapest, 1955)
- Megjegyzések Jan Muller egyik kompozíciójához (Bulletin du Musée Hongrois des Beaux-Arts, 1955)
- Caravaggio (Szabad Művészet, 1955)
- Caravaggio. Útmutató a Társadalom- és Természettudományi Ismeretterjesztő Társulat előadói számára (Budapest, 1956)
- Ismeretlen holland életképfestő a XVII. század első negyedéből (Bulletin du Musée Hongrois des Beaux-Arts, 1956)
- Terbrugghen Egerben felfedezett képe (Művészettörténeti Értesítő, 1956)
- Caravaggio „Krisztus elfogatása” című képe (Bulletin du Musée Hongrois des Beaux-Arts, 1957)
- Luca Cambiaso képei a Szépművészeti Múzeumban (Művészettörténeti Értesítő, 1958 és olaszul: Acta Historiae Artium, 1958)
- Giovanni Francesco Romanelli képe a Régi Képtárban. – A Régi Képtár négy új festménye (Bulletin du Musée Hongrois des Beaux-Arts, 1959)
- André Vaillant arcképe Wallerant Vaillanttól (Művészettörténeti Értesítő, 1959)
- Caravaggio (kismonográfia, Budapest, 1960)
- Egy kompozíció változatai Martin Johann Schmidt művészetében (Bulletin du Musée Hongrois des Beaux-Arts, 1960)
- A Keresztény Múzeum Johann König képe (Művészettörténeti Értesítő, 1960)
- Dobó István Múzeum. Az Egri Képtár vezetője és katalógusa. Bodnár Évával. 24 táblával, 1 kihajtható lappal. (Budapest, 1960; 2. kiadás: 1964; 3. kiadás: 1966)
- Barokk művészet Itáliában (A TIT József Attila Szabadegyetemének előadásai. Művészettörténet. Budapest, 1961)
- Antonio Tempesta újonnan azonosított képe (Bulletin du Musée Hongrois des Beaux-Arts, 1962)
- Kutatások a Régi Képtár holland és flamand anyagában (Bulletin du Musée Hongrois des Beaux-Arts, 1963)
- Pietro Novelli il Monrealese budapesti Szentháromság képe (Bulletin du Musée Hongrois des Beaux-Arts, 1964)
- Vinckboons ábrázolásai a spanyol polgárháború néhány jelenetéről (Művészettörténeti Értesítő, 1964)
- Jacob de Wit két képéről (Bulletin du Musée Hongrois des Beaux-Arts, 1965)
- Cornelis de Vos olajvázlata (Művészettörténeti Értesítő, 1967; angolul: An Oil Sketch by Cornelis de Vos. The Burlington Magazine, 1967)
- Rembrandt (Nagyvilág, 1969)
- Niccolò Martinelli előkerült pesarói képéről (Bulletin du Musée Hongrois des Beaux-Arts, 1970)
- A Szépművészeti Múzeum. Szerkesztette, a bevezető tanulmányt írta. (Budapest, 1971; 2. átdolgozott kiadás: 1981; 3. átdolgozott kiadás: 1988; mindhárom kiadás angolul, franciául és németül is)
- Az egri Képtár vezetője és katalógusa. Bodnár Évával. 14 táblával. (A Heves megyei múzeumi szervezet kiadványai. Eger, 1972)
- Dobó István Vármúzeum. Egri Képtár vezetője és katalógusa. Bodnár Évával. (Egri kiállítási katalógusok. 1. A Heves Megyei Múzeumok Igazgatósága és a Heves Megyei Idegenforgalmi Hivatal közös kiadványa. 4. átdolgozott kiadás; Eger, 1979)